# Luise (remorqueur)
Le Luise est un ancien remorqueur à vapeur de 1910. Basé à Brandebourg-sur-la-Havel, il fait partie de la flotte de l' Historischer Hafen Brandenburg a. d. Havel e. V. (HHB) en tant que navire musée avec le bateau à vapeur de 1901, Lina-Marie et le bateau de pêche Aali.
Il est classé monument historique en Brandebourg.

## Historique
Le Luise a été construit en 1910 dans le chantier naval Gebr.Wiemann à Brandebourg-sur-la-Havel pour August Schultze de Woltersdorf et Wilhelm Koch de Mützel. Le bateau à vapeur avait une machine à vapeur à double détente debout d'une puissance de 75 ch (environ 55 kW). Le remorqueur a été utilisé pour Schultze & Koch pendant 17 ans. Wilhelm Jeserich a acheté le navire en 1927. En 1941, la machine à vapeur fut reconstruite et sa puissance passa à 90 ch. Wilhelm Jeserich est resté le propriétaire du navire jusqu'en 1959, avant qu'Erich Jeserich ne prenne la relève. Le remorqueur à vapeur a été mis hors service en 1964.
En 1968, Lothar Geisendorf a acheté Luise pour la somme de 80 marks. Le remorqueur a été transporté à Potsdam pour 100 marks. Il était prévu de le transformer en bateau de plaisance, mais ce projet a échoué. Reinhard Schallock a ensuite repris le navire avec Geltow comme port d'attache. Il fit enlever la machine à vapeur pour la remplacer par un moteur diesel à quatre temps à 4 cylindres, refroidi par eau. Le moteur a été construit en 1958. Il a une puissance de 90 ch (66 kW) à une vitesse de 2200 tr/min.

### Préservation

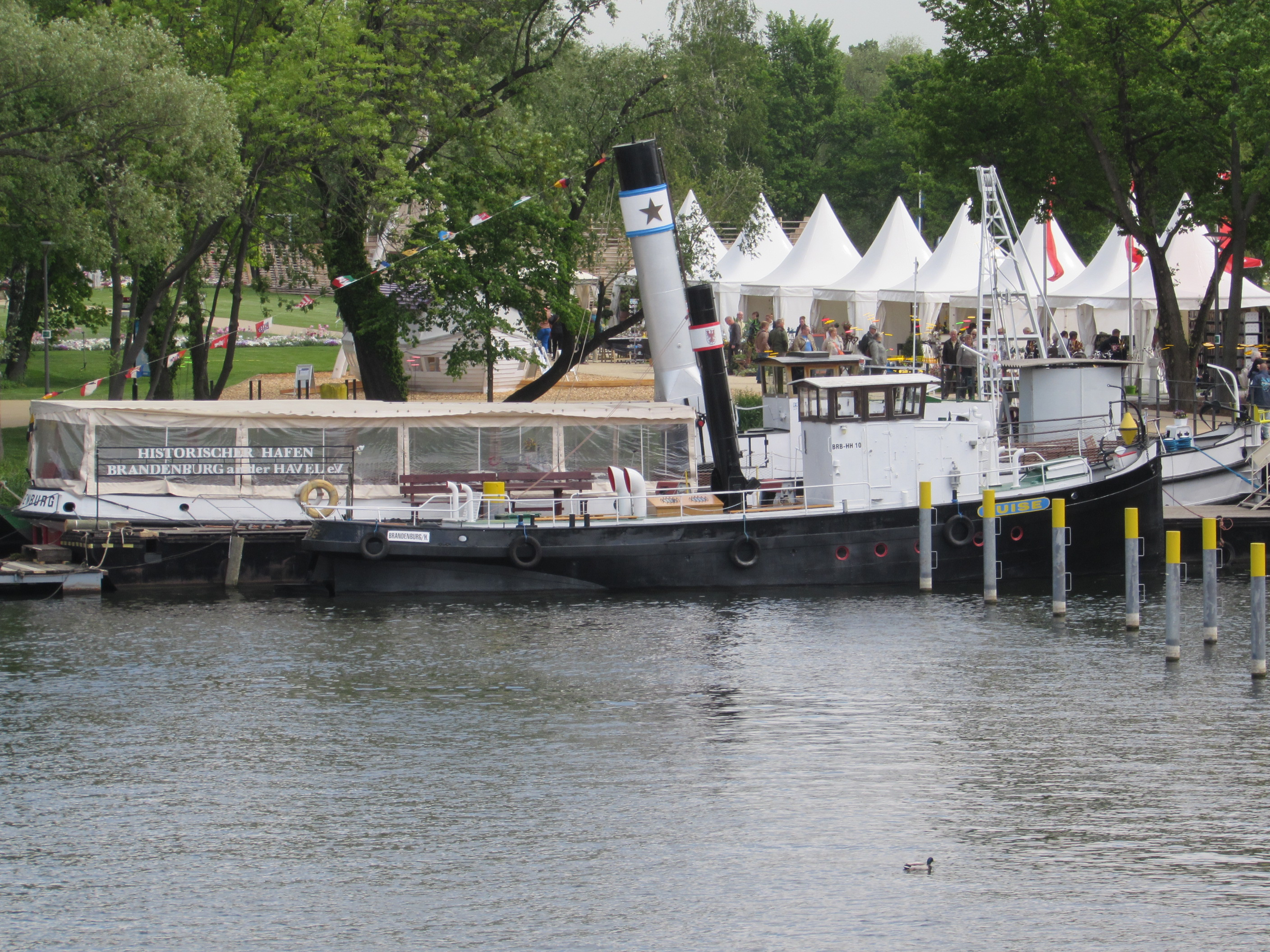
Luise et Nordstern

En 2012, Conrad Helmcke de Saaringen a acquis le navire et il est revenu à Brandenburg-sur-la-Havel. L'ancien bateau à vapeur a été révisé. Le 22 avril 2013, il est entré au port historique de Brandebourg. Du 31 mars 2014 au 24 octobre 2014, le Luise a été restauré dans le chantier naval de la SET Schiffbau- und Entwicklungsgesellschaft Tangermünde. Le pont a été partiellement renouvelé, le système de gouvernail a été révisé, les zones endommagées de la coque ont été soudées et la coque a reçu une nouvelle couche de peinture .
Depuis la rénovation, le Luise est exposé en tant que navire musée dans le port historique à l'ancien chantier naval Gebr.Wiemann près du pont du millénaire dans le centre-ville de Brandebourg. Pour le Salon fédéral de l'horticulture 2015, Luise était amarré à côté du remorqueur à vapeur Nordstern au Bugapark Packhof. L'un des bateaux à fleurs stylisées sur le site d'exposition de jardin a été nommé d'après l'ancien remorqueur à vapeur.